# 第71回国会
第71回国会（だい71かいこっかい）は、1972年12月22日に召集された特別国会である。

## 概説
第33回衆議院議員総選挙が1972年12月10日に執行されたことを受けて開かれた国会である。
尚、当時の国会法の規定では通常国会を12月に召集することとなっていたが、衆議院議員総選挙があった為、通常国会に代わる特別国会として、150日間の当初会期日数として開会した。
第71回国会の冒頭では衆議院及び参議院で内閣総理大臣指名選挙を行い、田中角栄を内閣総理大臣に再任し、第2次田中角栄内閣が発足した。
また会期延長を2回行った為、閉幕日は1973年9月27日となった。この結果、国会会期日数280日間となった。これは日本国憲法施行以後の国会会期としては最長記録であり、2023年現在も破られていない。